# توماس ميتشيل (ممثل)
توماس ميتشيل (بالإنجليزية: Thomas Mitchell)‏ (و. 1892 – 1962 م) هو ممثل، وكاتب سيناريو، وكاتب مسرحي، وممثل تعبيري، وممثل تلفزيوني، من الولايات المتحدة الأمريكية، ولد في إليزابيث، نيو جيرسي، توفي في بيفرلي هيلز كاليفورنيا، عن عمر يناهز 70 عاماً، بسبب سرطان العظام.

## جوائز وترشيحات
حصل على جوائز منها:
- جائزة توني عن فئة أفضل ممثل في مسرحية موسيقية [الإنجليزية]‏ (1953)
- جائزة الأوسكار لأفضل ممثل مساعد، عن عمل: عربة الجياد (1939).

ترشح لـ:
- جائزة الأوسكار لأفضل ممثل مساعد، عن عمل: إعصار (1937)
- جائزة الأوسكار لأفضل ممثل مساعد، عن عمل: عربة الجياد.

## وصلات خارجية
- توماس ميتشيل على موقع IMDb (الإنجليزية)
- توماس ميتشيل على موقع الموسوعة البريطانية (الإنجليزية)
- توماس ميتشيل على موقع روتن توميتوز (الإنجليزية)
- توماس ميتشيل على موقع ألو سيني (الفرنسية)
- توماس ميتشيل على موقع تيرنر كلاسيك موفيز (الإنجليزية)
- توماس ميتشيل على موقع أول موفي (الإنجليزية)
- توماس ميتشيل على موقع قاعدة بيانات برودواي على الإنترنت (الإنجليزية)
- توماس ميتشيل على موقع قاعدة بيانات الأفلام السويدية (السويدية)
- توماس ميتشيل على موقع إن إن دي بي (الإنجليزية)
- توماس ميتشيل على موقع ديسكوغز (الإنجليزية)